# چایکور

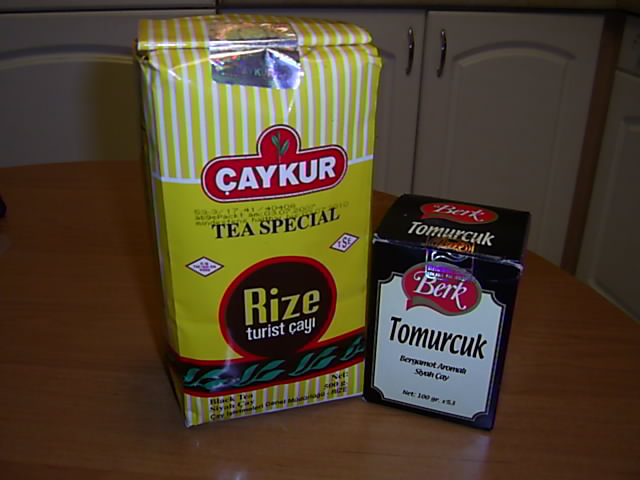
محصولات شرکت چایکور

چایکور (انگلیسی: Çaykur) شرکت صنایع غذایی ترک است، که در سال ۱۹۸۳ تأسیس شد.